# Karl Dienst
Karl Jakob Dienst (* 24. Januar 1930 in Weisel, Kreis Sankt Goarshausen, Provinz Hessen-Nassau; † 27. Mai 2014 in Darmstadt) war ein deutscher Theologe und Historiker. Er gilt als Chronist der Evangelischen Kirche in Hessen und Nassau.

## Leben
Dienst legte 1949 sein Abitur an der Rheingauschule in Geisenheim ab und studierte Evangelische Theologie an der Johannes-Gutenberg-Universität Mainz, an der er 1955 promovierte. Von 1959 bis 1970 war er Pfarrer in Gießen. Anschließend war er bis 1994 als Oberkirchenrat in der Kirchenverwaltung der Evangelischen Kirche in Hessen und Nassau in Darmstadt tätig und dort theologischer Leiter für schulische und außerschulische Bildung. Dienst war Honorarprofessor für Liturgik und Hymnologie an der Hochschule für Musik und darstellende Kunst in Frankfurt am Main und Honorarprofessor für Liturgik, Hymnologie und Praktische Theologie an der Universität Frankfurt.
Dienst war langjähriges Mitglied der Hessischen Kirchengeschichtlichen Vereinigung (HKV), deren Jahrbuch er von 1967 bis 1993 herausgab. Anlässlich seines 65. Geburtstages 1995 widmete ihm die HKV eine Festschrift. Des Weiteren gehörte er der Synode der Evangelischen Kirche in Deutschland an, war Rektor des Deutschen Instituts für Bildung und Wissen in Paderborn sowie zweiter Präsident der Luther-Gesellschaft. Er war Mitglied der Hochkirchlichen Vereinigung Augsburgischen Bekenntnisses, fungierte zeitweise als deren Vorsitzender und schrieb in der Zeitschrift Eine Heilige Kirche.
Karl Dienst stand der Bekenntnisbewegung „Kein anderes Evangelium“ nahe, für deren Informationsbrief er auch regelmäßig Beiträge verfasste. Er gehörte außerdem zum Herausgeberkreis des konservativen Homiletisch-liturgischen Korrespondenzblattes – Neue Folge.
Als Student trat Dienst 1953 dem Mainzer Wingolf bei; später wurde er auch Mitglied des Gießener und Darmstädter Wingolf sowie der Arminia Dorpatensis.
Anlässlich seines 80. Geburtstags im Jahr 2010 erhielt er das Bundesverdienstkreuz am Bande.

## Veröffentlichungen (Auswahl)
- Mystik als eine Form protestantischer Frömmigkeit. In: Kein anderes Evangelium, Info-Spezial Nr. 42, Hagen.
- »Gesellschaft« kontra »Gemeinschaft der Heiligen«. In: Kein anderes Evangelium, Info-Spezial Nr. 138, Hagen.
- Geschichte des lutherischen Gottesdienstes der Freien Reichsstadt Frankfurt am Main. Mainz 1956 (Diss., Manuskriptdruck).
- Die lehrbare Religion. Theologie und Pädagogik. Eine Zwischenbilanz. Gütersloher Verlagshaus, Gütersloh 1982, ISBN 3-579-04520-2.
- als Hrsg. mit Günther Bezzenberger: Luther in Hessen. Evangelischer Presseverband, Kassel 1983.
- Glauben, Religiöse Erfahrung, Erziehung. Religionspädagogische Beiträge. Gütersloher Verlagshaus, Gütersloh 1985, ISBN 3-579-00750-5.
- mit Lothar Gassmann, Adolf Künneth, Helmut Matthies, Alexander von Stahl: Scheidung der Geister. Zur Notwendigkeit christlicher Apologetik. Renningen-Malmsheim 1995.
- Die Anfänge der Evangelisch-Theologischen Fakultät in Mainz. Verlag der Hessischen Kirchengeschichtlichen Vereinigung, Darmstadt 2002, ISBN 3-931849-10-4.
- Der „andere“ Kirchenkampf: Wilhelm Boudriot – Deutschnationale – Reformierte – Karl Barth. Lit Verlag, Berlin 2007, ISBN 978-3-8258-9760-4.
- Darmstadt und die evangelische Kirchengeschichte in Hessen. Texte und Kontexte. Darmstadt 2007.
- Zeitenwenden zwischen Historie und Homiletik. Geschichte als Predigt. Books on Demand, 2008.
- Zwischen Wissenschaft und Kirchenpolitik: zur Bedeutung universitärer Theologie für die Identität einer Landeskirche in Geschichte und Gegenwart. Peter-Lang-Verlagsgruppe, Frankfurt am Main 2009, ISBN 978-3-631-58365-4.
- Religionspädagogik zwischen Schule und Kirche: Religionspädagogische Ursprungs- und Erschließungssituationen in der Evangelischen Kirche in Hessen und Nassau. Hessische Kirchengeschichtliche Vereinigung, Darmstadt 2009, ISBN 978-3-931849-29-0.
- Kirche – Schule – Religionsunterricht. Untersuchung im Anschluss an die Kirchenkampfdokumentation der EKHN. 2009, ISBN 978-3-8258-1843-2.
- Gießen – Oberhessen – Hessen. Beiträge zur evangelischen Kirchengeschichte. Verlag der Hessischen Kirchengeschichtlichen Vereinigung, Darmstadt 2010, ISBN 978-3-931849-32-0.
- Politik und Religionskultur in Hessen und Nassau zwischen ‚Staatsumbruch‘ (1918) und ‚nationaler Revolution‘ (1933). Ursachen und Folgen. Peter-Lang-Verlagsgruppe, Frankfurt am Main 2010, ISBN 978-3-631-60469-4.
- Protestantische ‚Ikonen‘ und das Bilderverbot. In: Journal of Religious Culture, 2014, Nr. 191, S. 43; ISSN 1434-5935, uni-frankfurt.de (PDF; 0,4 MB).